# Carlos Queiroz (ator)

Carlos Manuel Avelino de Azevedo Queiroz (Pena, Lisboa, 17 de dezembro de 1948) é um actor português.

## Biografia
Tem a sua introdução ao teatro como jovem figurante em 1958 no Teatro Nacional D. Maria II, na peça infantil "A Floresta Encantada".
 
Em 1962, já como aluno do antigo Conservatório Nacional de Artes, Música e Teatro no Bairro Alto em Lisboa, volta entrar no Teatro Nacional até 1965 para continuar com a sua educação e começa a participar regularmente em produções de teatro radiofónico na Emissora Nacional, e em alguns programas televisionados nos antigos estúdios da R.T.P. no Lumiar.

Em 1964 fez parte dos filmes Pão, Amor e… Totobola e A Canção da Saudade e trabalha até 1979 como profissional na rádio, televisão, teatro e cinema e teve a oportunidade de trabalhar em algumas das áreas técnicas de diversos teatros. 
Nesta época participou em filmes como A Maluquinha de Arroios (1970, cinema) e O Convidado Debaixo da Mesa (média-metragem, 1979, televisão)
Em Dezembro de 1979 deixa Portugal e emigra para o Reino Unido, estuda técnica teatral e começa a trabalhar como freelancer de iluminador, operador de som, cenografia, etc.
Em 2005 retomou a actividade artística em Portugal, trabalhou no Teatro dos Aloés e no Teatro Maria Vitória.

## Televisão
- 1966 - "Harpa de Ervas"[4]
- 1966 - "O Príncipe Que Aprendeu Tudo nos Livros"[4]
- 1966 - "Feliz Natal, Sr. Doutor"[4]
- 1967 - "Gente Nova"[4]
- 1969 - "O Juiz da Beira"[4]
- 1969 - "Auto de Inês Pereira"[4]
- 1969 - "Riso e Ritmo"[4]
- 1974 - "Dias Felizes"[4]
- 1978 - "A Loja do Mestre André"[4]
- 1979 - "O Convidado Debaixo da Mesa"[4]
- 1981 - "Uma Cidade Como a Nossa"[4]
- 2008 - "Podia Acabar o Mundo"[4]
- 2009 - "Perfeito Coração"[4]
- 2009 - "Pai à Força"[4]
- 2010 - "A Minha Família"[4]
- 2010 - "Regresso a Sizalinda"[4]
- 2011 - "Laços de Sangue[4]

## Cinema
- 1964 - "Pão, Amor e… Totobola"[4]
- 1964 - "A Canção da Saudade"[4]
- 1970 - "A Maluquinha de Arroios"[4]
- 2009 - "A Morte de Narciso"[4]

## Teatro
- 1964 - "O Hábito de Morrer" - Teatro Nacional D. Maria II[5]
- 1964 - "O Pecado Mora ao Lado" - Teatro Avenida[6]
- 1964 - "Macbeth" - Teatro Nacional D. Maria II[7][8][9]
- 1967 - "Pimpinela" - Teatro Monumental[10]
- 1968 - "Oh, Que Delícia de Coisa" - Teatro Villaret[11]
- 1969 - "Ena, Já Fala!" - Teatro ABC[12]
- 1970 - "Pega de Caras" - Teatro ABC[13]
- 1971 - "Ó Zé Aperta o Cinto!" - Teatro Maria Vitória[14]
- 1972 - "Cá Vamos Pagando e Rindo..." - Teatro Maria Vitória[15]
- 1973 - "O Dia em Que Raptaram o Papa" - Teatro Villaret[16]
- 1974 - "O Último Fado em Lisboa" - Teatro Monumental
- 1975 - "A História Exemplar de um Traficante de Armas e Campeão da Ordem Nova" - Teatro Os Bonecreiros [17]
- 1976 - "Por Estes Santos Latifundiários" - Teatro Os Bonecreiros
- 1977 - "Maria Madalena" - Teatro Os Bonecreiros[18]
- 1977 - "Ó Calinas Cala a Boca!" - Teatro Ádóque[19]
- 1978 - "Ora Vê Lá Tu!" - Teatro Ádóque[20]
- 2007 - "Criadas Para Todo o Serviço" - Teatro dos Aloés[21]
- 2009 - "Agarra Que É Honesto" - Teatro Maria Vitória[22]
- 2010 - "Vai de Em@il a Pior" - Teatro Maria Vitória[23]
- 2011 - "Ora Vira € Troika o Passos!" - Teatro Maria Vitória[24]